# Enzo Rapisarda
Enzo Rapisarda (Catania, 27 luglio 1967) è un attore, regista e drammaturgo italiano.

## Biografia
Nel 1990 insieme a Giulia Brogi fonda la Nuova Compagnia Teatrale e ne diventa direttore artistico, carica che ricopre da allora. Dal 1995 al 2005 è stato direttore artistico del Secondo Teatro Pirandelliano d'Italia. 
Dal 1999 è direttore artistico della rassegna teatrale “Il Teatro è Servito”. Ha scritto testi teatrali e commedie musicali. Ha collaborato alla stesura del soggetto per la realizzazione di uno sceneggiato televisivo sulla vita di Luigi Pirandello, in collaborazione con Enzo Lauretta, studioso delle tematiche pirandelliane, ha curato la regia e l'interpretazione di 19 opere del drammaturgo agrigentino. Relatore in numerose conferenze su Luigi Pirandello ed il teatro pirandelliano. 
Nel 2004 è premiato ad Agrigento, alla casa natale di Luigi Pirandello, con la Pergamena Pirandello con la motivazione: "per alti meriti culturali di ricerca e divulgazione".  
Organizzatore di eventi artistici con Giorgio Ariani, opera dedicata ad Aldo Fabrizi, con Pierangelo Bertoli, Umberto Tozzi, Roberto Vecchioni. 
Nel 1990 ha ideato il "Premio Pirandello Teatro-Scuola" che oggi registra una partecipazione di oltre 250.000 studenti veronesi. Nel 1999 ha vinto al Festival Nazionale Sipario D'Oro il Premio Speciale della giuria per l'interpretazione e la regia di Enrico IV.
Nel 1990 scrive uno spettacolo su Alberto Sordi paroliere di canzoni. Nel 2003 e nel 2004 è stato membro di giuria alla rassegna nazionale di Teatro Scuola del Convegno Internazionale di Studi Pirandelliani di Agrigento insieme ad Enzo Zappulla e Stefano Milioto. 
Della commedia Il confine della pioggia cura la sceneggiatura per la versione cinematografica. Debutta nel cinema nel 2002 con I salmoni del San Lorenzo film tratto dal romanzo omonimo di Enzo Lauretta per la regia di Ferenc Andràs, nel ruolo del co-protagonista Filippo. 
Nel 2007 è l'ideatore ed il direttore artistico della prima edizione della Notte Bianca di Verona. 
Il 16 aprile 2015 riceve a Palazzo Marino di Milano (Sala Alessi) il Premio Internazionale Etica 2015 con la motivazione: “per aver tradotto nella sua vita professionale e privata l'etica dei personaggi da lui interpretati."; con lui quell'anno sono premiati anche Claude Marshall (Consulente volontario a tempo pieno presso l'UNHCR per i rifugiati) e Loris De Filippi (Presidente Italia di Médicins Sans Frontières); Andrea e Anna Illy tra gli imprenditori; Francesco (Franco) Abruzzo, giornalista; il commercialista Massimo Iacobacci e l’editorialista del Corriere della Sera, Ernesto Galli della Loggia. 
Nel 2015 dirige ed interpreta nel ruolo del Vescovo Zeno il primo cortometraggio su San Zeno Patrono di Verona. Produzione Diocesi di Verona. Nel 2016 e 2017 dirige i cortometraggi “Teuteria e Tosca”, “San Siro”, San Giorgio ed il Drago” per Verona Minor Hierusalem.
Dal 2018 dirige ed interpreta “Mi aspettavo che…” Atto unico di Anna Rapisarda per la Campagna di Sicurezza Stradale e “L’Amore che non è” di Gianpaolo Trevisi in seno alla Campagna contro ogni violenza sulle donne. Entrambe le opere godono del Patrocinio del Ministero dell’Interno - Polizia di Stato. 
Nel 2020 dirige ed interpreta il lungometraggio dal titolo "Vuoto di scena" un esperimento di "teatrofilm" in 5 puntate sui social in particolare sulla pagina Facebook @peschieradelgardaeventiinscena 
Nel 2021, in collaborazione con il Museo Napoleone ed il Comune di Arcole, dirige ed interpreta il cortometraggio dal titolo "EI FU." Ruolo interpretato Napoleone Bonaparte. 
Nel 2022 per il Trentennale delle stragi di Capaci e di Via D’Amelio dirige e interpreta “Gli Invisibili. La solitudine dei Giusti” in ricordo delle vittime delle mafie. Uno spettacolo che porta in scena Saveria Antiochia, madre di Roberto; Antonio Montinaro, capo scorta del Giudice Falcone, Emanuela Loi, prima donna poliziotto uccisa nell’attentato al Giudice Borsellino, Angelo Corbo, agente della scorta di Falcone. L’opera è Patrocinata dal Ministero dell’Interno, dalla Regione Veneto e da Avviso Pubblico. 
Nel 2024 dirige "Senza un tocco di campane", atto unico di Anna Rapisarda sul tema delle "morti bianche". L'opera è patrocinata dal Ministero del Lavoro e delle Politiche Sociali.  
È sposato con Rita Vivaldi, ha due figlie Anna e Stella e vive a Verona.

## Pubblicazioni
Ha pubblicato un libro di poesie e monologhi teatrali dal titolo "Libero ergastolano. 1978-1996", edito da G.Aurora di Verona. 
Nel 2010 è stata inaugurata la collana “Il Teatro di Enzo Rapisarda” Gabrielli editori di Verona.
Relatore in diversi seminari ed eventi formativi insieme alla moglie Rita Vivaldi, filosofa e attrice.
Per l'Azienda Ospedaliera Universitaria di Verona è docente nei seminari:
- “Il valore di un sorriso nella relazione di cura”;
- “La Morte inattesa e la Morte desiderata”;
- “Il valore della corporeità: un modo per essere nella cura e nella vita”;
- “Il corpo trasmissione di emozioni, il corpo come maschera”;
- “I vari volti della violenza”;
- “Se tutto il male è nelle parole… La forza perturbante della parola nel dramma pirandelliano”;
- “Il Teatro come veicolo di verità: la tematica del Così è, se vi pare”.

Tutti i seminari sono pubblicati a cura delle Edizioni stampa Libreria Cortina Verona.